# الصفاءالبيضاء (السوادية)

تعديل مصدري - تعديل

الصفاءالبيضاء هي إحدى قرى عزلة ال السادة بمديرية السوادية التابعة لمحافظة البيضاء، بلغ تعداد سكانها 251 نسمة حسب تعداد اليمن لعام 2004.